# 颱風林茵 (1987年)
颱風林茵（英語：Typhoon Lynn， 菲律賓大氣地球物理和天文服務管理局：Pepang）是1987年太平洋颱風季的一個熱帶氣旋。

## 影響

### 英屬香港[3]
當地懸掛最高風球信號： 三號強風信號
天文台在10月23日下午11時懸掛一號戒備信號，當時林茵集結在香港東南偏東約880公里。由於預料林茵會加劇華南的冬季季候風南下，二者的共伴效應會很快影響香港，因此天文台在林茵尚未進入香港800公里範圍已經懸掛一號戒備信號。10月23日香港受和緩至清勁偏北風影響，離岸吹強風。預料香港風力會在10月24日增強，天文台在24日上午5時改掛三號強風信號，當時林茵集結在香港東南偏東800公里。10月24日的餘下時間及25日早上，離岸及空曠地區持續受有時疾勁的偏北強風影響。25日下午，林茵減弱為一強烈熱帶風暴，香港風力亦有所緩和，天文台亦在25日下午3時懸掛一號戒備信號取代三號強風信號。隨著林茵在26日下午進一步減弱為熱帶風暴，並預料會繼續減弱下，天文台在東日下午4時除下所有信號，當時林茵集結在香港東南偏東約500公里。林茵在27日下午2時最接近香港，於香港東南偏東310公里左右掠過，其後減弱為一低壓區。天文台在24日下午5時錄得最低瞬時海平面氣壓1010.2百帕斯卡，當時林茵集結在香港東南偏東約700公里。10月23日及24日，天氣皆為天晴；25日天氣轉為多雲，黃昏有微雨；26日初時亦有微雨，但日間天氣快速好轉；27日下午天氣轉壞；28日早上受林茵殘餘及東北季候風共同影響下，雨勢轉大，而風力達強風程度、離岸風力更達烈風程度。下午天氣好轉但晚間至29日早上仍有驟雨及雷暴發展；29日天氣逐漸好轉；而30日天氣轉晴。
| 長洲 · 70 km/h赤鱲角 · 47 km/h青衣 · 22 km/h啟德 · 45 km/h西貢 · 無數據沙田 · 34 km/h流浮山 · 43 km/h打鼓嶺 · 31 km/h 天文台測風網絡8個參考自動氣象站錄得之最高每小時平均風速。圖例： · 代表沒有數據（共1個氣象站） · 代表錄得強風以下風速（共3個氣象站） · 代表錄得強風（共3個氣象站） · 代表錄得烈風（共1個氣象站） · 備註：此圖假設林茵襲港時，天文台已引入8個指定自動氣象站作指標。 |

## 熱帶氣旋警告使用記錄

### 臺灣
| 中央氣象局 颱風警報 | 中央氣象局 颱風警報 | 中央氣象局 颱風警報 |
| ------------------- | ------------------- | ------------------- |
| 上一熱帶氣旋        | 海上颱風警報        | 下一熱帶氣旋        |
| 強烈颱風傑魯得      | 海上颱風警報        | 中度颱風蘇珊        |
| 強烈颱風傑魯得      | 陸上颱風警報        | 中度颱風蘇珊        |